# The First Dance (EP)
The First Dance est le premier EP de Wynter Gordon. Il a été commercialisé le 9 novembre 2010, il contient 6 titres en collaboration avec les DJs Freemasons, David Guetta ou Static Revenger.

## Liste des pistes[1]
1. Renegade (ft. Static Revenger)
2. Toyfriend (ft. David Guetta)
3. Believer (ft. Freemasons)
4. I Feel Love (ft. Rhythm Masters & MYNC)
5. Right Here (Famties Remix)
6. Dirty Talk (Denzal Park Remix)